# ロシェル・スティーブンス
ロシェル・スティーブンス (Rochelle Stevens、1966年9月8日 - )は、アメリカ合衆国テネシー州メンフィス出身の陸上競技選手。1996年アトランタオリンピックの金メダリストである。

## 経歴
スティーブンスは、400mを専門とした選手で、1992年バルセロナオリンピックの400mでは6位に終わったものの、4×400mリレーではナターシャ・カイザー、グウェン・トーレンス、ジール・マイルスとともに、EUN(ソ連)に次いで銀メダルを獲得。
スティーブンスは、4年度のアトランタオリンピックにも出場。この大会でも4×400mリレーに出場。マイセル・マローン、キム・グラハム、そして前回大会もメンバーだったマイルスとともに、金メダルを獲得した。

## 主な実績
| 年   | 大会           | 場所                       | 種目         | 結果 | 記録      |
| ---- | -------------- | -------------------------- | ------------ | ---- | --------- |
| 1991 | 世界陸上選手権 | 東京(日本)                 | 4×400mリレー | 2位  | 3分20秒15 |
| 1992 | オリンピック   | バルセロナ(スペイン)       | 400m         | 6位  | 50秒11    |
| 1992 | オリンピック   | バルセロナ(スペイン)       | 4×400mリレー | 2位  | 3分20秒92 |
| 1995 | 世界陸上選手権 | イェーテボリ(スウェーデン) | 4×400mリレー | 1位  | 3分22秒29 |
| 1996 | オリンピック   | アトランタ(アメリカ合衆国) | 4×400mリレー | 1位  | 3分20秒91 |